# Aireys Inlet
Aireys Inlet är en ort i Australien. Den ligger i kommunen Surf Coast och delstaten Victoria, omkring 100 kilometer sydväst om delstatshuvudstaden Melbourne.
Trakten är glest befolkad. Närmaste större samhälle är Anglesea, nära Aireys Inlet. Genomsnittlig årsnederbörd är 930 millimeter. Den regnigaste månaden är juni, med i genomsnitt 129 mm nederbörd, och den torraste är januari, med 35 mm nederbörd.